# Villa Berthet
Villa Berthet é uma cidade da Argentina, localizada na província de Chaco.